# ZW-определение пола

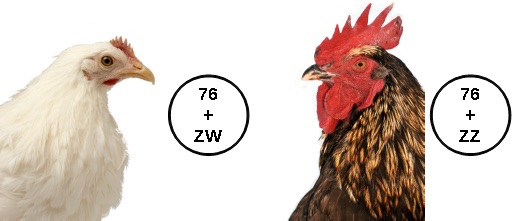
ZW-определение пола у птиц (на примере курицы)

ZW-определение пола — биологический процесс, в ходе которого развиваются половые характеристики организма, является механизмом определения пола при женской гетерогаметности, при котором в кариотипе самок имеется пара гетерохромосом. Встречается у птиц, рептилий, некоторых насекомых (бабочек) и других организмов.

## Описание
ZW-система детерминации пола обратна XY-системе: самки имеют две различные половые хромосомы (ZW), а самцы — две одинаковые (ZZ). Таким образом, в случае ZW-системы самки являются гетерогаметным полом, а самцы — гомогаметным.
У курицы ген DMRT1 является ключевым полообразующим генетическим фактором. У птиц известны также гены FET1 и ASW, имеющиеся в W-хромосоме самок, которые сходны с геном SRY на Y-хромосоме . Однако не у всех организмов пол зависит от наличия W-хромосомы. Например, у молей и бабочек самки имеют кариотип ZW, но встречаются также самки Z0 и ZZW. Кроме того, хотя у самок млекопитающих инактивируется одна из Х-хромосом, у самцов бабочек этого не наблюдается, и они образуют вдвое больше нормального количества ферментов, так как имеют две Z-хромосомы.
Поскольку ZW-определение пола широко варьирует, до сих пор неизвестно, как именно большинство видов определяют свой пол. Несмотря на сходства между системами XY и ZW, эти две пары половых хромосом возникли раздельно. В случае курицы их Z-хромосома наиболее похожа на человеческую 9-ю хромосому. Куриная Z-хромосома также предположительно является родственной Х-хромосомам утконоса. Когда ZW-виды, например, комодский варан (Varanus komodoensis), размножаются партеногенетически, рождаются только самцы. Это происходит из-за того, что гаплоидные яйца удваивают свои хромосомы, в результате чего получается зародышевые типы ZZ или WW. Из ZZ развиваются самцы, в то время как зародыши WW нежизнеспособны и не развиваются далее как яйца.
Вероятно, исходным для бабочек механизмом определения пола был механизм Z0 (самка)/ZZ (самец). Затем путём хромосомных перестроек, возникла система определения пола WZ (самка)/ZZ (самец), характерная для 98 % видов бабочек. У тутового шелкопряда (система WZ/ZZ) обнаружен отвечающий за развитие женского пола ген Fem в W-хромосоме.
При изучении генов, локализованных на половых хромосомах Z и W, в том числе участвующих в ZW-детерминации пола, прибегают к их физическому картированию методом флуоресцентной гибридизации in situ. При этом в качестве ДНК-зондов, как правило, используют протяжённые геномные клоны (БАК-клоны).

## Практические аспекты
Исследования по определению пола куриного эмбриона и манипуляциям с ним имеют практическое значение для разработки методов оценки половых различий непосредственно в яйцах (лат. in ovo) и сдвига соотношения полов в получаемом суточном потомстве.

## Примечание
1. ↑  «Англо-русский толковый словарь генетических терминов». Арефьев В. А., Лисовенко Л. А., Москва: Изд-во ВНИРО, 1995.
2. ↑  Smith C. A., Roeszler K. N., Ohnesorg T. et al. The avian Z-linked gene DMRT1 is required for male sex determination in the chicken (англ.) // Nature : journal. — 2009. — September (vol. 461, no. 7261). — P. 267—271. — doi:10.1038/nature08298. — PMID 19710650. Архивировано 5 августа 2011 года.
3. ↑  Hake, Laura. Genetic Mechanisms of Sex Determination (неопр.) // Nature Education. — 2008. — Т. 1, № 1. Архивировано 19 августа 2017 года.
4. ↑  Majerus M. E. N. Sex Wars: Genes, Bacteria, and Biased Sex Ratios (англ.). — Princeton University Press, 2003. — P. 60. — 250 p. — ISBN 0-691-00981-3. (Дата обращения: 4 ноября 2011)
5. ↑  Stiglec R., Ezaz T., Graves J. A. A new look at the evolution of avian sex chromosomes (англ.) // Cytogenetic and Genome Research[англ.] : journal. — Karger Publishers[англ.], 2007. — Vol. 117, no. 1—4. — P. 103—109. — doi:10.1159/000103170. — PMID 17675850.
6. 1 2  Sazanov A. A., Sazanova A. L., Stekol'nikova V. A., Kozyreva A. A., Smirnov A. F., Romanov M. N., Dodgson J. B. Chromosomal localization of CTSL: expanding of the region of evolutionary conservation between GGAZ and HSA9 (англ.) // Animal Genetics : журнал. — Oxford, UK: International Society for Animal Genetics; Blackwell Publishers Ltd, 2004. — Vol. 35, no. 3. — P. 260. — ISSN 0268-9146. — doi:10.1111/j.1365-2052.2004.01145.x. — PMID 15147410. Архивировано 21 марта 2015 года. (Дата обращения: 21 марта 2015)
7. ↑  Grützner F., Rens W., Tsend-Ayush E., El-Mogharbel N., O'Brien P. C. M., Jones R. C., Ferguson-Smith M. A. and Marshall J. A. In the platypus a meiotic chain of ten sex chromosomes shares genes with the bird Z and mammal X chromosomes (англ.) // Nature : journal. — 2004. — Vol. 432, no. 7019. — P. 913—917. — doi:10.1038/nature03021. — PMID 15502814.
8. ↑  Virgin births for giant lizards. BBC News. 20 декабря 2006. Архивировано 4 января 2007. Дата обращения: 13 марта 2008.
9. ↑  W. Trauta, K. Saharab, F. Marecc. 2007. Sex Chromosomes and Sex Determination in Lepidoptera. Sex Dev 1: 332—346. doi:10.1159/000111765.
10. ↑  Sazanov A. A., Sazanova A. L., Stekol'nikova V. A., Trukhina A. V., Kozyreva A. A., Smirnov A. F., Romanov M. N., Handley L.-J. L., Malewski T., Dodgson J. B. Chromosomal localization of the UBAP2Z and UBAP2W genes in chicken (англ.) // Animal Genetics : журнал. — Oxford, UK: International Society for Animal Genetics; Blackwell Publishers Ltd, 2006. — Vol. 37, no. 1. — P. 72—73. — ISSN 0268-9146. — doi:10.1111/j.1365-2052.2005.01392.x. — PMID 15771730. Архивировано 16 марта 2015 года. (Дата обращения: 15 марта 2015)
11. ↑  Sazanova A. L., Romanov M. N., Blagoveshenski I. Yu., Fomichev K. A., Stekol’nikova V. A., Nefedov M., de Jong P. J., Modi W. S., Ryder O. A., Dodgson J. B., Sazanov A. A. (12 января 2008). Cytogenetic localization of avian Z- and W-linked genes using large insert BAC clones. International Plant and Animal Genome XVI Conference, San Diego, January 12—16, 2008. San Diego, CA, USA: Scherago International. p. 257. Abstract W297. Архивировано 27 мая 2008. Дата обращения: 27 мая 2008.{{cite conference}}:  Википедия:Обслуживание CS1 (множественные имена: authors list) (ссылка) Источник (англ.). Дата обращения: 21 марта 2015. Архивировано из оригинала 27 мая 2008 года. (Дата обращения: 26 февраля 2015)
12. ↑  Благовещенский И. Ю., Сазанова А. Л., Романов М. Н., Фомичёв К. А., Стекольникова В. А., Сазанов А. А. (3 июня 2008). Цитогенетическая локализация генов на Z- и W- хромосомах птиц при помощи протяженных геномных клонов. Материалы. 2-я Международная научно-практическая конференция "Проблемы биологии, экологии, географии, образования: история и современность" (PDF). СПб.: Ленинградский государственный университет имени А. С. Пушкина. pp. 61–62. ЦНСХБ, TRN: 857600. Архивировано 3 апреля 2015. Дата обращения: 21 марта 2015.{{cite conference}}:  Википедия:Обслуживание CS1 (множественные имена: authors list) (ссылка) Источник. Дата обращения: 21 марта 2015. Архивировано 3 апреля 2015 года.
13. ↑  Благовещенский И. Ю., Сазанова А. Л., Стекольникова В. А., Фомичёв К. А., Баркова О. Ю., Романов М. Н., Сазанов А. А. Изучение псевдоаутосомных и граничащих с ними районов Z- и W-хромосом птиц при помощи протяженных геномных BAC-клонов // Генетика : журнал. — М.: Наука, 2011. — Vol. 47, № 3. — P. 312—319. — ISSN 0016-6758. — PMID 21542301. Архивировано 16 марта 2015 года. (Дата обращения: 15 марта 2015)
14. ↑  Narushin V. G., Romanov M. N., Bondarenko Yu. V. (7 августа 1994). Studies on chick embryo sex determination and manipulation in the countries of the former USSR — a review. 1. Sex differences in eggs. Proceedings: Plenary papers, contributed papers. 9th European Poultry Conference (Glasgow, Scotland, 7—12 August 1994). Vol. 1. Glasgow, Scotland, UK: Great Britain, Ministry of Agriculture, Fisheries and Food; World's Poultry Science Association, UK Branch. pp. 320—321. — 542 p. OCLC 899128321. CAB Abstracts[англ.]: 19950109692. Архивировано 18 октября 2020. Дата обращения: 18 октября 2020.{{cite conference}}:  Википедия:Обслуживание CS1 (множественные имена: authors list) (ссылка) Источник (англ.). Дата обращения: 18 октября 2020. Архивировано 18 октября 2020 года.
15. ↑  Нарушин В. Г., Романов М. Н., Богатырь В. П. (14 мая 1996). К вопросу о взаимосвязи морфологических параметров куриных яиц с полом цыплят / On relationship between chicken egg morphological parameters and chick sex. Тез. докл. II Украинская конференция по птицеводству (Борки, 14–16 мая 1996 г.). Борки, Украина: Всемирная научная ассоциация по птицеводству, Украинское отделение, Институт птицеводства УААН. pp. 92–93. OCLC 899128258. Архивировано 21 октября 2020. Дата обращения: 21 октября 2020.{{cite conference}}:  Википедия:Обслуживание CS1 (множественные имена: authors list) (ссылка) Источник (англ.). Дата обращения: 21 октября 2020. Архивировано 21 октября 2020 года.
16. ↑  Romanov M. N., Narushin V. G., Sakhatsky, N. I. (7 августа 1994). Studies on chick embryo sex determination and manipulation in the countries of the former USSR — a review. 1. Shifting of sex ratio. Proceedings: Plenary papers, contributed papers. 9th European Poultry Conference (Glasgow, Scotland, 7—12 August 1994). Vol. 1. Glasgow, Scotland, UK: Great Britain, Ministry of Agriculture, Fisheries and Food; World's Poultry Science Association, UK Branch. pp. 324–326. — 542 p. OCLC 899128322. CAB Abstracts: 19950109694. Архивировано 18 октября 2020. Дата обращения: 18 октября 2020.{{cite conference}}:  Википедия:Обслуживание CS1 (множественные имена: authors list) (ссылка) Источник (англ.). Дата обращения: 18 октября 2020. Архивировано 18 октября 2020 года.